# Jagwar Ma
Jagwar Ma est un groupe psychédélique/dance australien formé à Sydney en 2011. Il est constitué de Gabriel Winterfield (chant, guitare), Jono Ma (guitare, beats, synthés, production), et du bassiste Jack Freeman (depuis 2012). Le nom du groupe vient d'un mélange du mot "jaguar" et du nom de famille de Jono.
En 2013, Jagwar Ma signe avec les labels Mom+Pop (US), Marathon Artists (EU) et Future Classic (Australie) et sort son premier album, Howlin.
Howlin reçoit un accueil positif, notamment de la part de la presse spécialisée comme The NME, Pitchfork et le London Times, mais aussi de la part du monde de la musique comme Noel Gallagher, Foals ou The xx (avec qui ils ont partagé une tournée). Installé au Royaume-Uni depuis [Quand ?], Jagwar Ma a sorti son deuxième album le 14 octobre 2016,.

## Membres
- Gabriel Winterfield – chant, guitare
- Jono Ma – guitare, synthés, pads, samplers, production
- Jack Freeman  – basse

## Discographie

### Albums studios
| Année | Album                                                  | Meilleur classement | Meilleur classement | Meilleur classement | Meilleur classement |
| Année | Album                                                  | AUS                 | BEL (Wa)            | FR                  | UK                  |
| ----- | ------------------------------------------------------ | ------------------- | ------------------- | ------------------- | ------------------- |
| 2013  | Howlin' - Mom + Pop Music [US] - Marathon Artists [UK] | –                   | 198                 | 133                 | 64                  |
| 2016  | Every Now & Then                                       | –                   | –                   | –                   | –                   |

### EPs
- The Time and Space Dub Sessions (Rough Trade Records/Marathon Artists [UK], 2013)

### Singles
- "Come Save Me" (novembre 2011)
- "The Throw" (27 janvier 2013)
- "Man I Need" (29 avril 2013)
- "Come Save Me" (re-sortie) (28 octobre 2013)
- "Uncertainty" (février 2014)